# Ručna pila
Ručna pila (starovisokonjem. fīla: turpija) ima list pričvršćen na rukohvat ili upet u okvir, a pili se povlačenjem pile u jednom, pa u drugom smjeru. Ručna pila je alat za ručno rezanje drva, plastike, kovinâ i slično odvajanjem čestica (piljenje). Osnovni je dio pile niz trokutastih, srpastih ili sličnih zuba smještenih po obodu lista, to jest ravne ili kružne ploče, vrpce, valjka, lanca. Pomicanjem lista, zubi reznim oštricama zadiru u materijal (obradak), odvajaju čestice (piljevinu) i izbacuju ih na površinu, produbljujući tako rez (propiljak) do željene dubine, ili do konačnoga razdvajanja obradka. Kako se list pile ne bi zbog trenja o bočne stijenke propiljka pregrijao ili zaglavio, vrhovi su zuba nekih pila razmetnuti (razvraćeni), ili su na vrhu prošireni (stlačeni), tako da je rez uvijek širi od debljine lista. Zubi su, kao i list, najčešće čelični, a njihova je oštrica katkada i od posebno tvrde kovine ili drugog materijala, ili se obrađuje toplinski.

## Ručna pila za metal ili kovine
Ručna pila za metal ili kovine služi za piljenje šipki ili limova debljina većih od 3 milimetra. Glavni dijelovi ručne pile su okvir, list i drška. Okvir na prednjem dijelu ima četverokutnu vodilicu, u kojoj je pomični četverokut s navojem i leptir maticu za stezanje lista pile, a na stražnjem dijelu nalazi se nepomični držač lista pile u kojem dolazi drška.

### List pile
List pile je izrađen od tvrdog ili veoma tvrdog čelika s trokutastim zubima s jedne ili obje strane lista. Zubi imaju valoviti raspored, odnosno veći bočni razmak od debljine lista pile, naizmjenično raspoređeni na desnu i lijevu stranu. Ovakav raspored zubi omogućava dobivanje šireg reza od debljine lista pile, pa je zato trenje ograničeno samo na površinu zuba s malim pritiskom i malim zagrijavanjem lista i predmeta obrade. Strugotina između zubaca ispada kada list izađe iz propilka. 
Prema vrsti materijala biraju se listovi pila s brojem zubi na duljini lista pile od 25 mm (1 inč):
- za meki čelik, bakar, aluminij i slično – od 14 do 16 zubi na 25 mm duljine lista pile;
- za tvrdi čelik – od 18 do 25 zubi na 25 mm duljine lista pile;
- za tanke limove i cijevi – od 25 do 32 zuba na 25 mm duljine lista pile.[2]